# Стамен Панчев
Стамен Стаменов Панчев е български поет и учител, загинал в Балканската война.

## Биография

### Юношество
Роден на 1 декември 1879 година в Орхание (днешният град Ботевград). Кръстен на дядо си Стамен, наследник на Цагарския род. От същия род произлиза и един от сподвижниците на Левски – Стоян Цагарски. Детството на Стамен е тежко. Майка му умира, когато той е на шест години, а баща му е на фронта по време на Сръбско-българската война.
След като завършва основното си и прогимназиално образование решава да завърши педагогическата гимназия в Кюстендил. В Кюстендил Стамен намира нови приятели, формира любителски оркестър и с него изнасят малки музикални спектакли и серенади. Завършва гимназията с отличие и се връща при семейството си в Ботевград.
През есента на 1898 година заминава за София, където се записва студент във Факултета по философия и педагогика. В столицата Стамен отсяда при свои далечни роднини – семейството на Васил Панчев. Децата на Васил се привързват към младия студент. От своя страна Стамен Панчев става пламенен почитател на големия син на Васил Панчев– Никола, който правел първите си стъпки като писател с псевдонима Ракитин. Заедно двамата младежи пишат и анализират творбите си. Любими поети на младия Стамен Панчев са Лермонтов и Пушкин, докато Ракитин се възхищава на творчеството на Вазов и Славейков.
През 1902 година, с пореден № 727 Стамен Панчев е дипломиран и неговият 4-годишен престой в София завършва. Още през лятото на същата година той е назначен за учител в село Абланица, като едновременно е и директор на второкласното училище. Скоро след това е преназначен за учител в гимназията в град Троян. В Троян той води постоянна кореспонденция със старите си другари, води учениците си на посещение в Троянския манастир, където изнася пламенно слово за Васил Левски. През лятото се връща в родния град, където помага на семейството си в полската работа.

### Живот в София
През есента на 1902 година получава повиквателна от Школата за запасни офицери в Княжево и е разпределен в трета рота. В края на всяка седмица за школниците идва заслуженият „градски отпуск“. Войниците имат възможност да посетят своите близки от столицата. Именно тогава Стамен се среща със своя приятел – Никола Ракитин. Но има и друга причина, която влече младежа към дома на Васил Панчев – сестрата на Ракитин – Райна, в която е влюбен.
Стамен Панчев е произведен подпоручик от запаса и изпратен на стаж в 1-ви пехотен полк. След няколко месеца той завършва стажа и е освободен от военна служба. Сбогува се със семейството на бъдещата си съпруга и се връща в Орхание, където е назначен за учител в местната гимназия.

### В Орхание
Заедно с учителстването Стамен Панчев развива и други свои заложби – музикалните. Любител на музиката, той не само свири с часове на цигулка, но и ръководи няколко хора в родния си град и създава любителски оркестър.
През пролетта на 1907 година, Стамен пристига в София и официално иска ръката на своята любима – Райна. По това време брат ѝ Никола Ракитин е в Швейцария, където завършва образованието си. Няколко месеца след сватбата младоженците Райна и Стамен пристигат в Орхание, където се установяват. През това време Стамен започва да прави собствени историко-георграфски проучвания и до 1912 година нахвърля на чернова около 55 страници.

### Войната
На 17 септември 1912 година по българските земи се обявява обща мобилизация. През същия ден Стамен работи до късно в гимназията и когато се прибира, той за последен път сяда на една трапеза с любимите си хора.
На следващия ден, 18 септември 1912 година, той заминава през Арабаконак за София. В столицата се снабдява с всичко необходимо за военна служба и на другия ден заминава за Цариброд. Там той се явява в щаба на 38-и пехотен полк. Веднага е изпратен за командир на взвод в 12-а рота на трета дружина от полка.
В първите дни от войната Стамен пише на баща си: „За всичко мисля, но най-вече за детето ми. Моята синовна молба е да не оставяш на чужди хора да се грижат за него. Ако мен загубиш, оставям ти Павел за син. Отечеството, вярвам да се погрижи и да вземе под закрилата си ония, чиито бащи са сложили кости за него, за неговата чест и слава, за неговото велико бъдеще...“.
Започват ожесточени битки. На 18 октомври в крака е ранен подпоручик Стамен Панчев. Дните са изпълнени със смърт и тревога, но в тези тежки моменти Стамен твори най-прочувствените си стихотворения: „Зимна вечер“, „Войнишки сън“, „Бойното поле“ и „Сине мой“.
В началото на март 1913 година в един от боевете поетът се наранява с револвера си. От лазарета в Елхово получава болничен отпуск и към 10 март той пристига при семейството си в София, но заради последвалите бързи военни действия, още неоздравял, Стамен се завръща на бойното поле.

### Краят
На 16 март Стамен Панчев пристига в частта си при Чаталджа. Възложено му е да охранява брега на Мраморно море при Ялос.
При третата атака, на 17 март, той получава две тежки рани в стомаха и дясната ръка от обстрелващ ги английски военен кораб. Приет е в лазарета, където издъхва няколко дни по-късно.
Надеждата за живот не напуска Стамен Панчев до самата му смърт в 8:10 часа на 23 март 1913 година, когато притиснал снимката на 3-годишния си син Павел,
поетът умира. Погребан е същия ден на най-голямата височина между селата Кадъкьой и Елбасан, край гръцките гробища.

## Творби
- Господа, аз бях ловджия
- Сън
- За самообразованието
- Бащи и деца
- Възпитанието на младежта
- Бойното поле
- Сине мой
- Зимна вечер
- Войнишки сън

Стамен Панчев посвещава голяма част от творчеството си на ужаса от войната. На фокус е поставена личната трагедия на отделения от всичко любомо обикновен войник, който в същото време е съпричастен със съдбата на родината си.

## Признание
На Стамен Панчев е наречена улица в квартал „Бояна“ в София (Карта). През 2018 година Стамен Панчев е удостоен посмъртно със званието „Заслужил гражданин на Софийска област“.